# Яуниела
Я́униела (латыш. Jauniela — Новая улица) — улица в Риге, в историческом районе Старый город. Ведёт от улицы Кемереяс до Домской площади. Длина улицы — 222 метра.

## История
Известна с 1599 года. Проходит с восточной стороны Домского собора. Построенный каменный двор отделил захоронения у церкви от городской территории.
На рубеже XIX—XX веков называлась Большая Новая улица (латыш. Lielā Jaunā iela). Современное название получила в 1923 году.

## Достопримечательности

Дворец Петра Первого в Риге

Одной из главных достопримечательностей на улице является Дворец Петра I (д. 9 по улице Паласта).
На улице существовала одна из старейших, с XVI века, в городе аптек (закрылась в 1939 году).
- д. 11 — Жилой дом (XVIII век, перестроен в 1860 году архитектором Фридрихом Хессом).
- д. 22 — «Дача привратника» (XVII—XVIII века, отремонтирован в 1969 году по проекту архитектора Георга Бауманиса).
- д. 25/27 — Жилой дом с магазинами (1903, архитектор Вильгельм Бокслаф, принадлежал Людвигу Нейбургу)[4]

## Улица в кинематографе

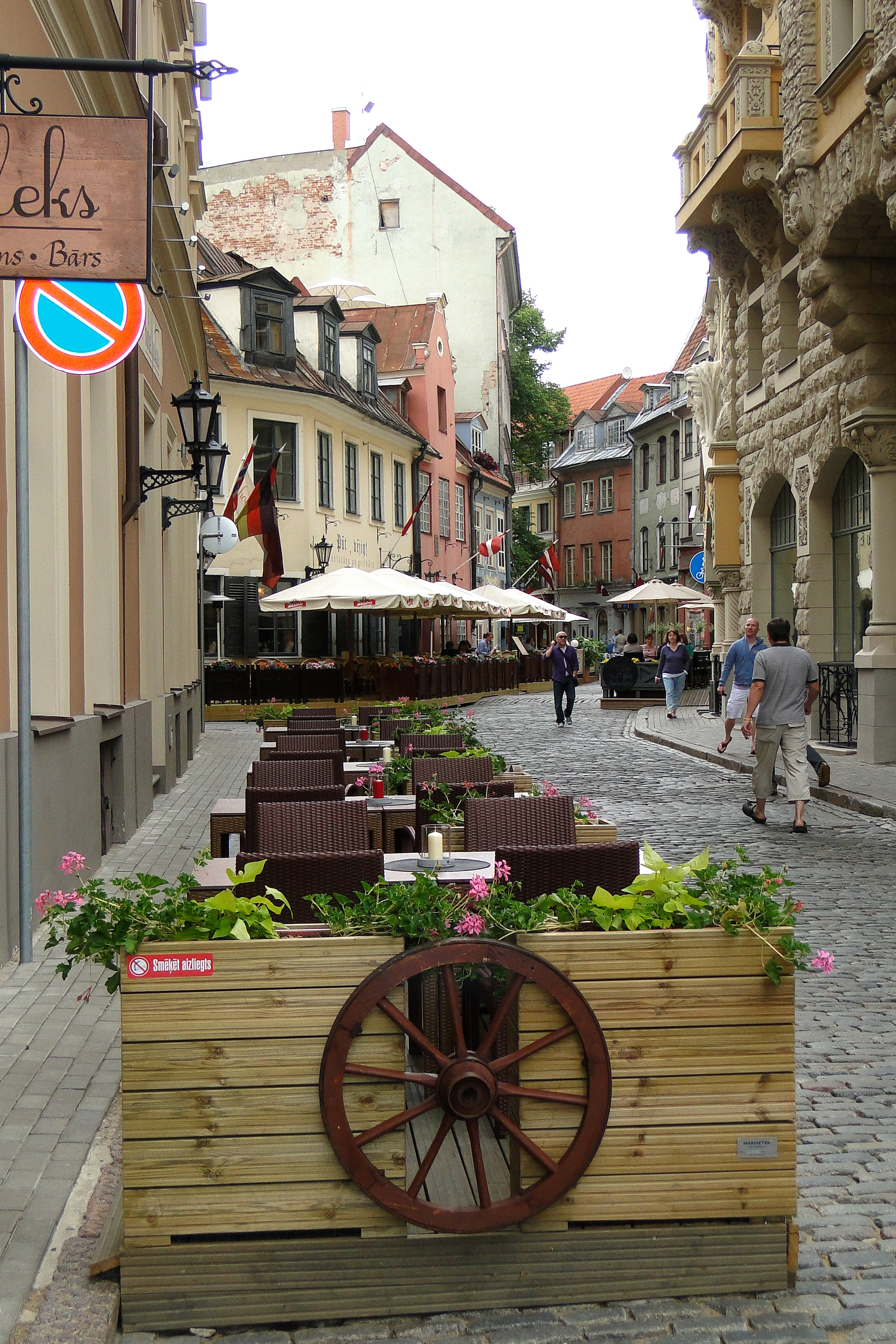
Справа — фасад дома 25/27

Улица выступила в роли Бейкер-стрит в цикле фильмов «Приключения Шерлока Холмса и доктора Ватсона» (домом 221-b выступил д. 22) и в роли Цветочной улицы (д. 25/27) в телесериале «Семнадцать мгновений весны».